# استئصال الحنجرة
استئصال الحنجرة هو إزالة الحنجرة وفصل مجرى الهواء من الأنف والفم والمريء. والشخص المستأصله حنجرته يتنفس من خلال فتحة في الرقبة تسمى ستوما. يتم تنفيذ هذا الإجراء عادة في حالات الإصابة بسرطان الحنجرة. ولكن، يتم التعامل مع العديد من الحالات الآن فقط مع سرطان الحنجرة من الإشعاع والعلاج الكيميائي أو الليزر إجراءات أخرى ؛ يتم تنفيذ تلك الحنجرة عندما تفشل العلاجات من أجل الحفاظ على الحنجرة. يتم تنفيذ استئصال الحنجرة على الأفراد مع أنواع أخرى من سرطان الرأس والعنق أيضاً

## بديل الصوت
يتم استبدال وظائف صوتية عموماً بصوت بدلة وضعت في ثقب المريء الرغامى التي أنشأتها الجراح. صوت بدلة يهز النسيج بدلا من المريء والحنجرة.
والطريقة الثانية هي استخدام الحنجرة إلكترونية وهو عبارة عن جهاز جنجره ميكانيكيه الخارجية التي يتم وضعها على الرقبة وتنشئ اهتزاز يمكن المستأصله حنجرته من التحدث في ذلك الحين، وقد اتسم صوت والميكانيكية والآلية.
تسمى طريقة ثالثة خطاب المريء. المتكلم يدفع الهواء إلى المريء ثم يدفع عنه مرة أخرى، التعبير عن أصوات الكلام في الكلام. هذه الطريقة تستغرق وقتا طويلا وصعبا للتعلم ونادرا ما يستخدم من قبل المستأصلة حناجرهم.

## استخدامات
يبلغ عدد المستأصله حنجراتهم نحو 60000 في الولايات المتحدة. ربما يتم التعامل مع 10000 حالة سرطان الحنجرة سنويا، ولكن فقط حوالي 3000 شخص سنويا تستأصل حنجرتهم. لأنه السرطان نادر نسبيا ولأن الرعاية اللاحقة للعمليات الجراحية المعقدة في تحقيق نتيجة وظيفية، وينبغي أن يعامل مرضى سرطان الحنجرة عند أو على الأقل استشارة مركز السرطان الرئيسية التي حددتها الحكومة الفدرالية، حيث مجالات الجراحة، والأشعة، والعلاج الكيميائي. تتكامل تقويم النطق واللغة في الرأس والرقبة الإدارات.
معظم سرطانات الحنجرة في المملكة المتحدة في الحنجرة، بمعنى أنها تبدأ في الحبال الصوتية داخل الحنجرة. سرطان الحنجرة تميل إلى ان تكون التقطت في مرحلة مبكرة، لأنها تتسبب في صوت أجش بشكل سريع جدا. ويشفى حوالي 90 من أصل 100 شخص (90 ٪) مع سرطان الحنجرة T1 مع العلاج الإشعاعي وحده. ولكن يمكن علاجه أكثر من 10 المتبقية من أصل كل 100 شخص (10 ٪) مع العلاج الإشعاعي بعد الجراحة الخاصة بهم.

## في الحيوانات
ويمكن تطبيق استأصال الحنجرة على الكلاب كإجراء للتخلص من نباحها.

## الروابط الخارجية
- مقطع فيديو للطبيب الذي استئصل حنجرته يناقش تجربته الشخصية على يوتيوب
- مقطع فيديو للإعادة تأهيل الصوت بعد استئصال الحنجرة[وصلة مكسورة]